# Алиреза Бејранванд
Алиреза Сафар Бејранванд (перс. ‎‎علیرضا صفر بیرانوند, латинизовано: ; Сарабе Јас, 21. септембар 1992) професионални је ирански фудбалер који игра на позицији голмана. Тренутно наступа за Персеполис и за репрезентацију Ирана. Познат је по веома далеком избацивању лопте из руке, у чему је 11. октобра 2016. поставио и светски рекорд, након што је у утакмици против Јужне Кореје бацио лопту 61m и 21mm у даљ. Званично је забележен у Гинисовој књизи рекорда 26. новембра 2021. године у дисциплини "најдаље бачена лопта у такмичарском фудбалском мечу".

## Клупска каријера
Бејранванд је професионалну каријеру започео као играч екипе Нафт из Техерана за чији први тим је дебитовао током 2011. године. У лето 2016. као слободан играч прелази у редове градског ривала и најбељег иранског клуба Персеполиса.
У неколико наврата је проглашаван за најбољег голмана Иранске лиге.

## Репрезентативна каријера
Бејранванд је репрезентативну каријеру започео као играч у млађим репрезентативним селекцијама Ирана. 
За сениорску репрезентацију Ирана дебитовао је 4. јануара 2015. у пријатељској утакмици са селекцијом Ирака. Исте године се нашао у саставу репрезентације за Азијски куп у Аустралији, али није наступио ни на једној од утакмица иранске репрезентације. Након тога је одиграо 12 утакмица у квалификацијама за Светско првенство 2018. године.
Селектор Карлос Кејроз уврстио га је на списак играча за Светско првенство 2018. у Русији, где је одиграо све три утакмице за Иран у групи Б (примио је свега 2 гола). У последњој утакмици против Португалије која је завршена резултатом 1:1 одбранио је пенал Кристијану Роналду.

## Успеси и признања
Персеполис
- Про лига Персијског залива: 2016/17, 2017/18, 2018/19, 2019/20.
- Куп Ирана: 2018/19.
- Суперкуп Ирана: 2017, 2018, 2019.